# Jelena Gavrilović
Jelena Gavrilović (serbisch-kyrillisch: Јелена Гавриловић; geb. 18. Januar 1983) ist eine serbische Schauspielerin und Sängerin. Sie begann während der Grund- und Oberschule in Lazarevac, ihrer Heimatstadt, im Theater zu spielen. Während ihres Studiums spielte sie am serbischen Nationaltheater in Novi Sad. Gavrilović spielte die Titelrollen für die Musicals Hair im Atelje 212 und Grease im Terazije Theatre, beide in Belgrad. Sie spielte Marija, eine der Hauptfiguren, in A Serbian Film. Sie war auch eine Kandidatin in der Show Tvoje lice zvuči poznato. Sie belegte im Finale den 4. Platz als Branislav Mojićević, war jedoch ein öffentlicher Favorit mit vielen bevorzugten Imitationen, wie Jelena Rozga, Pink, Vesna Zmijanac, Predrag Živković Tozovac und vielen anderen.

## Filmographie
- 2008: On The Beautiful Blue Danube
- 2008: Linden Street
- 2008: Poslednja audijencija
- 2009: Human Zoo
- 2009: Sve potuke su izbrisane
- 2010: A Serbian Film
- 2010: The Scent of Rain in the Balkans (Fernsehserie)
- 2011: Cat Run (amerikanischer Film)
- 2011: Zlatna lavica (Story über Radivoje Korac)
- 2011: Zene sa Dedinja (Fernsehserie)
- 2013: Zaleđeno Kraljevstvo (Serbischer Dub des Disney-Films Frozen)
- 2016: Braca po babine Linije
- 2017: Istine i laži (prva sezona)
- 2017: Nemanjići - rađanje kraljevine
- 2018: Istine i laži (druga sezona)
- 2019: The Outpost (Fernsehserie)
- 2019: Zaleđeno Kraljevstvo 2 (Serbischer Dub des Disney-Films Frozen II)
- 2022: Od jutra so sutra (Fernsehserie)

| Personendaten    | Personendaten                         |
| ---------------- | ------------------------------------- |
| NAME             | Gavrilović, Jelena                    |
| KURZBESCHREIBUNG | serbische Schauspielerin und Sängerin |
| GEBURTSDATUM     | 18. Januar 1983                       |